# Ravno Bučje (okręg pczyński)
Ravno Bučje (cyr. Равно Бучје) – wieś w Serbii, w okręgu pczyńskim, w gminie Bujanovac. W 2002 roku liczyła 393 mieszkańców.